# G. Schneider & Sohn
G. Schneider & Sohn es una empresa cervecera alemana, fundada en 1872 en Baviera, Alemania. La compañía produce cerveza de trigo y su marca principal es Weisse Schneider. Históricamente, la compañía es conocida localmente como Weisses Bräuhaus.
Schneider es miembro fundador de la iniciativa Die Freien Brauer, una asociación de más de 30 cervecerías privadas medianas de Alemania y Austria.

## Historia
La fábrica de cerveza fue fundada en 1872 por Georg Schneider I y su hijo Georg Schneider II, después de que adquirieran la Weisses Brauhaus en Múnich, la cervecería de cerveza de trigo más antigua de la ciudad. En 1927, los propietarios, bajo Georg Schneider IV, expandieron sus operaciones de elaboración de cerveza en Kelheim y Straubing.
Después de que las cervecerías en Múnich fueron destruidas en 1944 por el bombardeo aéreo de los Aliados de la Segunda Guerra Mundial, toda la producción se trasladó a Kelheim. En la Alemania ocupada, pocas semanas después del final de la Segunda Guerra Mundial, el Tercer Ejército de los Estados Unidos otorgó a G. Schneider & Sohn permiso para continuar la producción de sus cervezas de trigo y entregarlas a Múnich. Sin embargo, agregaron las advertencias de que solo podían producir cerveza con bajo contenido de alcohol y que solo se podía vender al personal militar. Hasta el día de hoy, los propietarios son descendientes de Georg Schneider I.
Hoy, la cervecería emplea a unas 100 personas y distribuye sus productos en Alemania y otros 27 países. La producción anual es de aproximadamente 300 000 hectolitros, de los cuales aproximadamente el 25% se envía fuera de Alemania.

## Cervezas

### Catálogo
| Tap No. | Imagen | Nombre               | Introducción | Estilo                     | Alc. | Conocido como                        | Notas |
| ------- | ------ | -------------------- | ------------ | -------------------------- | ---- | ------------------------------------ | --- |
| 1       |        | Meine Helle Weisse   | 1994         | Helles Weissbier           | 5.2% | Schneider Weisse Weizenhell          | [ 4 ] |
| 2       |        | Mein Kristall        | 1990         | Kristallweizen             | 5.3% | Schneider Weisse Kristall            | [ 5 ] |
| 3       |        | Mein Alkoholfrei     | 2002         | Cerveza sin alcohol-Weizen | 0.5% | Schneider Weisse Alkoholfrei         | [ 6 ] |
| 4       |        | Meine Festweisse     | 1916         | Hefeweizen-Oktoberfestbier | 6.2% | Georg Schneider's Edel-Weisen        | Recientemente disponible desde 1999, desarrollado a partir de la receta original de 1916. |
| 5       |        | Meine Hopfenweisse   | 2008         | Weizen-Bock                | 8.2% | Schneider & Brooklyner Hopfen-Weisse | Primero creado como una colaboración entre Georg Schneider VI y Garrett Oliver de Brooklyn Brewery en Nueva York. |
| 6       |        | Mein Aventinus       | 1907         | Weizen Doppelbock          | 8.2% | Schneider Aventinus Weizendoppelbock | El doppelbock de trigo más antiguo de Baviera. |
| 7       |        | Mein Original        | 1872         | Hefeweizen                 | 5.4% | Schneider Weisse Original            | La receta original de Georg I. Schneider. |
| X       |        |                      | 2010         | Weizen-Doppelbock          | 10%  |                                      | Una cerveza de especialidad diferente (a menudo envejecida en barril) lanzada cada año desde 2010. 2012 - Mein Cuvée Barrique 2013 - Meine Porter Weisse 2014 - Mein Eisbock Barrique 2015 - Mathilda Soleil 2016 - Marie’s Rendezvous 2017 - Mein Nelson Sauvin 2018 - TBC |
| 11      |        | Meine Leichte Weisse | 1986         | Hefeweizen                 | 3.3% | Schneider Weisse Leicht              | [ 12 ] |
|         |        | Aventinus Eisbock    | 2002         | Weizen-Eisbock             | 12%  | Aventinus Weizen-Eisbock             | Madurado mediante el uso de un proceso especial de congelación. |